# 新菱冷熱工業
新菱冷熱工業株式会社（しんりょうれいねつこうぎょう、SHINRYO CORPORATION）は、各種設備工事を行う会社である。
本社所在地は東京都新宿区四谷1-6-1（コモレ四谷・四谷タワー5階）。資本金は35億円。

## 概要
空調設備の設計・施工の大手で、特に地域冷暖房システムに強みを持つ。
加賀美家の同族経営が行われている。

## 研究所・工場
- イノベーションハブ（茨城県つくば市）
- 高浜工場（福井県大飯郡高浜町）

## 沿革
- 1956年 東京都港区西久保巴町に設立
- 1960年 本社を東京都新宿区四谷二丁目4番地に移転
- 2001年 ISO14001の認証取得開始
- 2011年 高浜工場を新設。舞鶴工場の機能を移管
- 2020年 本社を東京都新宿区四谷1-6-1のコモレ四谷・四谷タワー5階に移転[1]
- 2024年 イノベーションハブ本館オープン

## 主な施工実績
地域冷暖房システム
- さっぽろ創世スクエア
- 成田国際空港ターミナルビル
- 東京スカイツリー地区
- 新宿副都心
- 大手町・丸の内一丁目地区
- 恵比寿地区
- みなとみらい21地区
- 中部国際空港ターミナルビル
- アブダビ国際空港新ターミナル（アラブ首長国連邦）

空調設備
- 新宿NSビル
- 幕張メッセ
- タカシマヤタイムズスクエア
- パレスホテル東京
- 虎ノ門ヒルズ
- 横浜ランドマークタワー
- 大名古屋ビルヂング
- シャープ亀山工場
- 中之島フェスティバルシティ（中之島フェスティバルタワー）
- 長崎県庁舎行政棟
- マリーナベイ・サンズ（シンガポール）
- シンガポール・チャンギ国際空港ターミナル3（シンガポール）

## 提供
- 情報7daysニュースキャスター（TBS系列）- 2025年4月～
- news zero（日本テレビ系列） - 2017年4月～2018年9月
- 日経スペシャル ガイアの夜明け（テレビ東京系列） - 2016年4月～2018年9月
- ズームイン!!サタデー（日本テレビ系列） - 1999年頃に6:45 - 7:15頃のナショナルスポンサーだったことがある。
- 蒸気船マークトウェイン号（東京ディズニーランド）
- ソアリン：ファンタスティック・フライト（東京ディズニーシー）[3]